# Геоинженерство
Геоинженерството представлява преднамерена и мащабна намеса с цел да се предотвратят или забавят промените в климатичната система.

## Геоинженерни схеми – научният дебат
Различните геоинженерни схеми предлагат различни начини за охлаждане на планетата и намаляването на парниковия ефект и неговите последици. Предложенията не са нови, и изследвания по темата се провеждат от 1950 г. насам.

### Модификация на албедото
Най-познатите форми на геоинженерство се отнасят до технологични начини за промяна на планетарното албедо. Предлага се високо в атмосферата да бъдат инжектирани фини частици, които подобно на вулканичния прах засенчват планетата и я охладяват достатъчно, за да неутрализират парниковия ефект причинени от антропогенните емисии.

### Наторяване на океаните
Други схеми засягат директно причината за парниковия ефект: емисиите на парниковите газове, или намаляването на концентрацията им в атмосферата след като са вече освободени. Примери включват наторяване на океаните с железен разтвор. Логиката е, че значителни части от океана са богати на хранителни вещества, но не са продуктивни. Причина за това е, че откритият океан е далеч от континентите и беден на микроелементи (желязо), които са жизненоважни за фотосинтезата. При наторяване на океана с железен разтвор, предложението е, че фотосинтезата би била по-ефикасна и СО2 от атмосферата би се погълнал от фитопланктона на повърхността много по-бързо.
Идеята е най-добре формулирана през 1989 г. от Джон Мартин, като изследванията относно потенциала и рисковете продължават.
Този механизъм е сериозно изучаван и е предложен за ускоряване на ледниковите епохи в миналото – студен климат причинява сухи и прашни континенти, които чрез вятъра „наторяват“ океаните с прах, богат на микроелементи, и ускоряват фотосинтезата и поглъщането на парниковия газ СО2, по този начин охлаждайки планетата дори повече.

## Геоинженерни схеми –етика
Геоинженерството е спорна тема. Почти всички предложения носят със себе си риск и нежелани последици, и нито един по само себе си не може да реши проблема с глобалното затопляне. Един от най-сериозните проблеми с геоинженерството обаче не е технически или научен. Икономисти и философи предупреждават, че прекалената вяра в подобни технологически решения би инвестирала време и средства в лекуване на симптомите, а не причината на проблема: емисиите. Геоинженерството и последиците от него се изследват усилено, и мнозинството от учени са съгласни, че геоинженерните схеми не са магическо решение, но имат потенциал да се използват като допълнителни средства за намаляване на парниковия ефект, след като са достатъчно изследвани.